# 중랑장
중랑장(中郞將)은 중국 고대 무관직의 하나로, 한국의 왕조에도 수입되어 고려 및 조선 초기의 정5품의 무관의 직명으로 채택되었다.

## 개요
중랑장은 진(秦)에서 동한(東漢) 중기에 걸쳐 주로 황궁의 궁문 수비 및 황실의 호위대를 통솔하였다. 직속 상사는 전한(前漢)과 후한(後漢)을 통틀어 낭중령(郎中令)이라고도 불렸던 광록훈(光祿勳)이었고, 전한에서 중랑장은 평소에는 궁문을 지키고 전시에는 전차(戦車)나 기병(騎兵)으로 충원되어 중랑(中郎, 품질은 비육백석比六百石)을 통솔하였다.
전한대에 중랑장은 좌중랑장(左中郎将)、우중랑장(右中郎將), 오관중랑장(五官中郎將)의 셋으로 나뉘어 있었는데 후에 가서는 우림(羽林), 호분(虎賁) 등의 부대를 전담하는 우림중랑장(羽林中郎将)이나 호분중랑장(虎賁中郎將)도 선제(宣帝) 연간과 평제(平帝) 원시(元始) 원년(1년)에 각각 설치되었다. 이러한 각 중랑장의 품질(品秩)은 모두 비이천석(比二千石)으로 여러 장군(將軍)이나 교위(校尉)보다는 낮았다.
오관중랑장, 좌중랑장, 우중랑장은 모두 중랑과 시랑(侍郎, 비사백석比四百石), 낭중(郎中, 비삼백석比三百石)을 통솔하였다. 호분중랑장은 황제의 숙위 시종을 맡았고, 휘하 속관으로써 좌·우 복야(僕射), 좌·우 계장(階長, 비육백석比六百石)이 있었으며 마찬가지로 중랑, 시랑, 낭중을 거느렸다. 호분랑은 본인이 사망하면 아들이 대를 이어 취임하게 되어 있었다. 우림중랑장은 호분중랑장과 직무가 같았고 우림랑(羽林郎, 비삼백석比三百石)을 거느렸으며 우림에는 우림좌우감(監, 비육백석)이 있어 우림기(羽林騎)를 맡았다. 또한 동한 말기에는 동서남북으로 각 방위에 맞춰 사중랑장(四中郎將)이 있어 원정군의 사령관을 맡았다.
동한 말기에 삼국(三国)에서 남북조(南北朝) 시기에 이르는 동안 중랑장의 이름은 각 할거 세력의 수장들에 의해 그들의 휘하 무관들에게 널리 하사되었고, 동한 말기에 비해 중랑장의 명칭이 더욱 많아 졌으며 그 임무는 조회시 궁문(宮門)의 수위를 담당하는 것이었으나 차츰 금군과 위사를 통솔한다는 등의 원래의 직무에도 국한되지 않게 되었으며, 대략 장군과 교위 사이의 계층이 되어 그 직위나 품질、권력은 차이가 컸다. 조조(曹操)의 아들로 오관중랑장이 되었던 조비(曹丕)의 사례처럼 거의 승상의 부관직이었다. 그 밖에 건위중랑장(建威中郎將) 주유(周瑜), 군사중랑장(軍師中郎將) 제갈량(諸葛亮) 등이 유명하였다. 또한 일부 중랑장 관직을 얻은 자는 각 지방의 군벌 세력들의 측근 내지 요인으로 우대되었는데, 동탁(董卓)의 측근 세력으로 활약했던 여포(呂布)나 우보(牛輔) 및 동월(董越)，유표(劉表)의 측근 세력으로 활약했던 황충(黃忠) 등이 그 예이다.
지방 군벌들이 언제나 장군의 직책을 갖고 있는 것이 아니었으므로 휘하에 소속된 직책이 상관의 권한을 침범할 수 없다는 원칙에 따라 잡호중랑장(雜號中郞將)이나 잡호교위(雜號校尉)처럼 원래의 직급에 다른 호칭을 일부 섞어서 그 부하들에게 내려주는 것으로 포상을 행하기도 하였는데, 주유나 제갈량도 모두 이러한 잡호중랑장이었다. 제갈량은 유비(劉備)가 형주(荊州)를 평정할 때 군사중랑장이었고，익주(益州)를 수복한 뒤에는 군사장군(軍師將軍)이 되었는데, 이를 통해서 잡호중랑장의 지위가 잡호장군(雜號將軍)보다 아래이고 잡호교위보다 위에 있었음을 알 수 있다.
남북조 시대 남조 유송(劉宋)에서는 광주자사(廣州利史)가 평월중랑장(平越中郞將)을 겸하는 등 소수민족 지역에 중랑장이나 교위를 설치하기도 하였다.
당(唐) 왕조에서 중랑장은 각 부(府)·위(衛)의 금군, 위사를 통솔하는 직책으로써 부활하였고 품계는 대체로 정(正), 종(從) 4품 정도였다. 당의 부병제에서 내부(內府) 3위(衛) 즉 친위(親衛), 훈위(勳衛), 익위(翊衛)에 모두 중랑장과 낭장이 배치되었고, 좌·우 감문위(監門衛)와 좌·우 천우위(千牛衛)의 경우 대장군과 장군을 두었으나 부병을 거느리지는 않고 중랑장이 직장(直長)과 천우의 직무를 관할하도록 하였다.
송(宋) 왕조 이후 각 위의 중랑장은 차츰 허직(虚职)이 되었다.

## 한국의 중랑장
한국에서는 고려 시대에 처음 중랑장의 이름이 보이며, 고려에서는 2군 6위 중에서 10곳에 중랑장이 배치되었다. 조선 초기 의흥친군위(義興親軍衛)의 5품 무관직을 중랑장이라 하였다.
고려의 중랑장은 그 직급이 장군의 아래, 낭장의 위에 위치하고 있었으며, 품계는 정5품이었다. 중랑장의 총원은 2군 6위의 90인을 포함하여 도부외에 1인, 충용위에 12인 등 모두 103인이 편제되어 있었다. 2군 6위의 경우 장군의 보좌관으로써 장군 밑에 각기 두 사람의 중랑장이 존재하였다.
고려 문종 30년(1076년)의 개정된 전시과에 의하면 제6과에 속하여 전(田) 70결과 시(柴) 27결을 받도록 하였다. 그 구성과 배치는 다음과 같다. 
- 응양군:1령
- 용호군:2령
- 좌우위(보승:10령,정용:12령)
- 신호위(보승5령,정용:1령)
- 흥위위(보승:5령,정용:7령)
- 금오위(정용:6령, 역령:1령)
- 천우위(상령:1령,해령:1령)
- 감문위:1령
- 도부외
- 충용4위

중랑장 관직은 조선 세종 때까지 존재했으며, 문종 이후로는 기록이 보이지 않는다.

## 같이 보기
- 남양 홍씨 당홍계 - 인종 때의 인물인 홍후(洪厚)를 2세 파조로 하는 중랑장파(中郞將派)가 있다.
- 전주 최씨 - 문열공계(文烈公系)와 문성공계(文成公系)에 각각 중랑장공파(中郞將公派)라 불리는 지파가 존재한다(파조는 각기 다르다).
- 제주 양씨 - 고려의 승의부위(承義副尉)로 중랑장 관직을 지낸 양홍(梁鴻)이라는 인물의 후손이 제주 양씨 중랑장공파를 자처했다.
- 서흥 김씨 - 고려 명종 때에 금오위정용중랑장(金吾衛精勇中郞將)을 지낸 김보(金寶)를 시조로 한다.
- 진주 하씨 - 고려 목종 때에 중랑장이었던 하공진을 시조로 한다.
- 창녕 성씨 - 조선 초기 중랑장이었던  성석번을 파조로 하는 중랑장공파(中浪將公派)가 있다.

## 참고 문헌
- 왕천유 지음/이상천 번역 《중국고대관제》학고방, 2006년
- 박상기 엮음 《한국역사용어대전》아이이북, 2020년